# 中野市
中野市（日语：／ Nakano shi */?）是位于日本長野縣北部的城市，也是長野盆地東北部的中心都市。

## 歷史
中野地區在平安時代為高梨氏直屬地，江戶時代則由德川氏統治至明治維新時期。日本實行廢藩置縣，先於1870年獨立為中野縣，後於1871年併入長野縣。

## 經濟
當地以農業為主，其中以富士蘋果而知聞名。

## 交通

### 鐵道
境內有東日本旅客鐵道的飯山線和長野電鐵的長野線通過。

#### 飯山線
- 上今井站 - 替佐站

#### 長野線
- 櫻澤站 - 延德站 - 信州中野站 - 中野松川站 - 信濃竹原站

### 道路
- 國道117號
- 國道292號
- 國道403號